# پادزهر

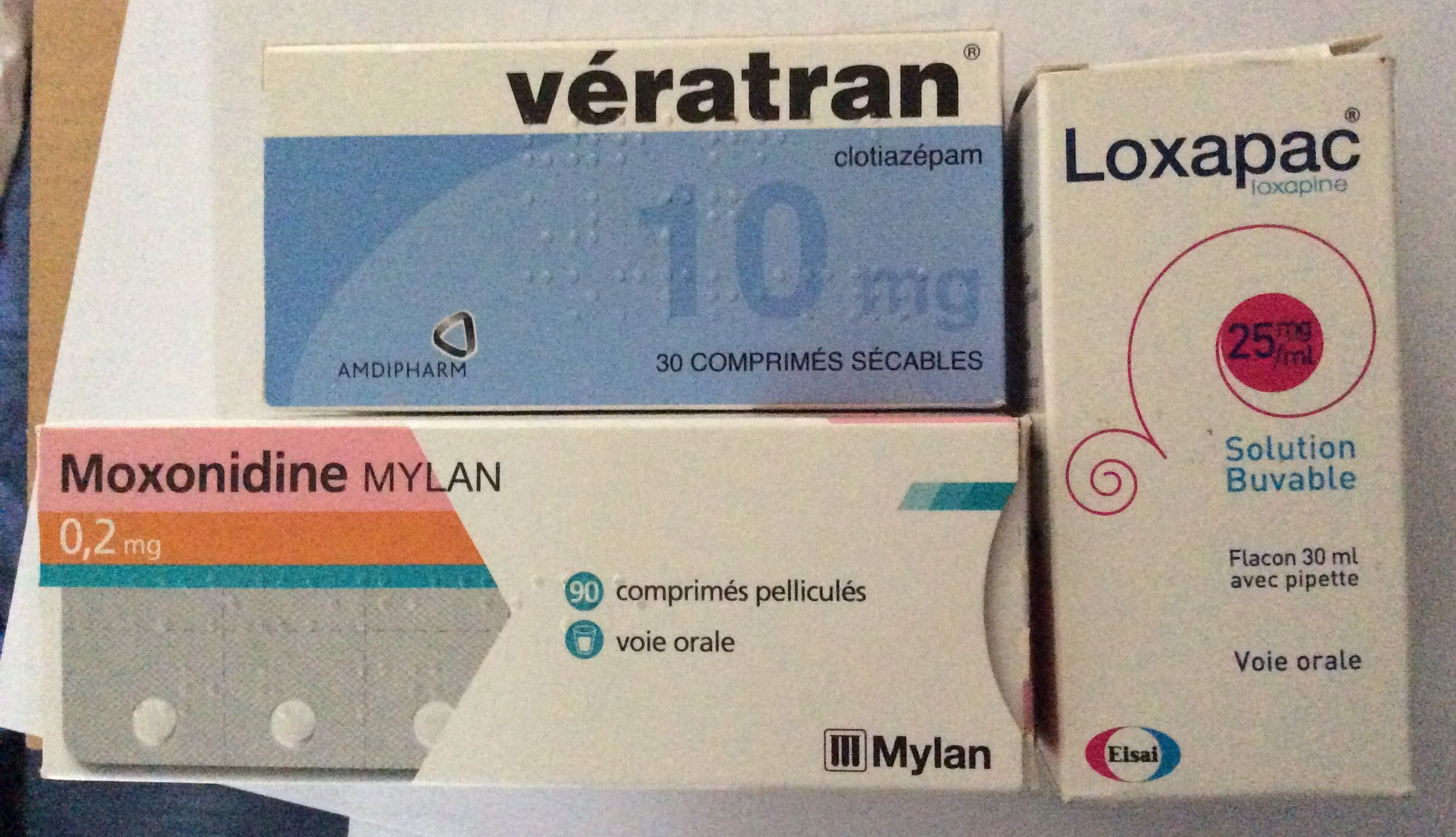
پاکت های چند نوع از پادزهر (آنتی دوت) مختلف.

پادزهر (به انگلیسی: Antidote) ماده ایست که قادر به بی اثر کردن نوع خاصی از مسمومیت باشد. این اصطلاح در نهایت از ریشه (به یونانی: φάρμακον ἀντίδοτον) (با تلفظ pharmakon antidoton) و به معنای «(دارویی) تجویزشده برای درمان» است. پادزهرهای ضد-انعقادی را برخی مواقع عوامل معکوس‌کننده نامیده‌اند.
پادزهرهایی که برای زهرابه‌های بخصوصی بکار می‌روند، توسط تزریق دوز کمی از سم در بدن یک حیوان، و استخراج پادتن‌های حاصل از بدن جانور ساخته می‌شوند. این فرایند منجر به تولید ضدزهرهایی می‌شود که می‌توان از آن‌ها جهت خنثی نمودن زهر تولیدی از برخی مارها، عنکبوتان ودیگر حیوانات زهردار استفاده کرد. سم برخی از حیوانات، به‌خصوص سموم تولید شده توسط بندپایان (همچون برخی عنکبوتان، کژدم‌ها و زنبورها) فقط زمانی کشنده اند که موجب بروز واکنش‌های آلرژیک و القاء شوک آنافیلاکسی شوند؛ از این‌رو، هیچ «پادزهر» ی برای چنین زهرهایی وجود ندارد؛ با این حال، شوک آنافیلاکتیک ممکن است قابل درمان باشد (مثلاً توسط آدرنالین).
برخی از زهرابه‌های دیگر، هیچ پادزهر شناخته شده‌ای ندارند. به عنوان مثال، آکونیتین (که یک آلکالوئید به شدت سمی مشتق شده از اقونیطون است) هیچ پادزهری ندارد، و نتیجتاً اغلب در صورتی که به میزان کافی به بدن انسان وارد شود، مرگبار خواهد بود.

## معرفی
پادزهرها برای مقابله با مصرف بیش از حد داروها و مواد سمی به کار می‌رود. هدف پادزهرها کاهش عوارض سیستمیک داروها و سموم بوده تا حمایت کافی از عملکردهای حیاتی به عمل آید.

## روش کار پادزهرها
بعضی پادزهرها با هدف ممانعت از جذب سیستمیک داروها یا سموم صدمه‌رسان و افزایش دفع آن‌ها مانند کربن فعال بکار می‌روند. داروها میزانشان بستگی به مقدار زهر خورده شده دارند تا اثر کافی نمایند.

## فهرست مسمومیت‌ها و عوامل پادزهر
| عامل پادزهر                                                                    | مسمومیت از                                                      |
| ------------------------------------------------------------------------------ | --------------------------------------------------------------- |
| کربن فعال به همراه سوربیتول                                                    | کاربرد در بسیاری مسمومیت‌ها (خوراکی)                             |
| تئوفیلین                                                                       | آدنوزین                                                         |
| آتروپین                                                                        | ارگانوفسفات و کاربامات موجود در حشره‌کش‌ها، عوامل عصبی، قارچ چتری |
| مسدودکننده گیرنده آدرنرژیک بتا                                                 | تئوفیلین                                                        |
| کلرید کلسیم                                                                    | مسدودکننده کانال کلسیم، نیش عنکبوت                              |
| کلسیم گلوکونات                                                                 | هیدروفلوئوریک اسید                                              |
| چنگاله ی (به انگلیسی: EDTA)، دیمرکاپرول، پنی سیلامین، دی مرکاپتو سوکسینیک اسید | فلز سنگین                                                       |
| سیانور، هیدروکسوکوبالامین (ویتامین ب۱۲)، آمیل نیتریت، سدیم نیتریت              | سیانید                                                          |
| سیپروهپتادین                                                                   | سندرم سروتونین                                                  |
| دفروکسامین مسیلات                                                              | آهن                                                             |
| پادتن اختصاصی دیگوکسین                                                         | دیگوکسین                                                        |
| دیفن هیدرامین و بنزوتروپین مسیلات                                              | عوارض خارج هرمی و داروهای ضدروان‌پریشی                           |
| اتانول یا فومه‌پیزول                                                            | اتیلن گلیکول و متانول                                           |
| فلومازنیل                                                                      | بنزودیازپین                                                     |
| گلوکاگون                                                                       | مسدودکننده گیرنده آدرنرژیک بتا و مسمویت مسدودکننده کانال کلسیم  |
| اکسیژن هایپرباریک                                                              | کربن مونوکسید و سیانور                                          |
| انسولین به همراه گلوکاگون                                                      | مسدودکننده گیرنده آدرنرژیک بتا و مسدودکننده کانال کلسیم         |
| فولینیک اسید                                                                   | متوتروکسات و تری متوپریم                                        |
| متیلن بلو                                                                      | متهموگلوبینمی                                                   |
| نالوکسان                                                                       | مشتقات تریاک                                                    |
| استیل‌سیستئین                                                                   | استامینوفن (پاراستامول)                                         |
| اکترئتید                                                                       | هیپوگلیسمی                                                      |
| کلرید پرالیدوکسیم                                                              | ارگانوفسفات در حشره‌کش‌ها، آتروپین                                |
| پروتامین سولفات                                                                | هپارین                                                          |
| نیل فرنگی                                                                      | تالیم                                                           |
| فیزوستیگمین                                                                    | آنتی کولینرژیک                                                  |
| پیریدوکسین (ویتامین ب۶)                                                        | ایزونیازید، اتیلن گلیکول                                        |
| فیلوکینون و ویتامین کا پلاسمای منجمد تازه                                      | وارفارین و ۱٬۳-اینداندیون                                       |
| بی‌کربنات سدیم                                                                  | استیل‌سالیسیلیک اسید، ضدافسردگی‌های سه‌حلقه‌ای                      |
| دی مرکاپتو سوکسینیک اسید                                                       | مسمومیت سرب                                                     |
| فلومازنیل                                                                      | بنزودیازپین                                                     |
| پروتامین سولفات                                                                | هپارین                                                          |
| دکسفروکسامین                                                                   | آهن                                                             |
| سوکسیمر                                                                        | سرب                                                             |
| نالوکسان                                                                       | هروئین، مسکن‌های مخدر                                            |
| ویتامین کا                                                                     | وارفارین                                                        |